# Xinfang (socken i Kina, Guizhou)
Xinfang (kinesiska: 新房, 新房彝族苗族乡) är en socken i Kina. Den ligger i provinsen Guizhou, i den sydvästra delen av landet, omkring 150 kilometer väster om provinshuvudstaden Guiyang.